# روی لیکتنستاین
روی فاکس لیکتنستاین (به انگلیسی: Roy Fox Lichtenstein) در تاریخ ۲۷ اکتبر ۱۹۲۳ در محله منهتن شهر نیویورک ایالات متحده چشم به جهان گشود و در تاریخ ۲۹ سپتامبر ۱۹۹۷ چشم از دنیا بست. وی یکی از برجسته‌ترین هنرمندان پاپ آرت می‌باشد. آثار او عمدتاً برگرفته از تولیدات انبوه، تبلیغات و فرهنگ مردمی زمان خود می‌باشد. او پاپ آرت را نقاشی صنعتی و نه فقط لزوماً آمریکایی می‌دانست.

## زندگی
روی لیکتنستاین در تاریخ ۲۷ اکتبر ۱۹۲۳ در خانواده‌ای از سطح متوسط مرفه نیویورک به دنیا آمد و تا سن ۱۲ سالگی به مدرسه دولتی می‌رفت. سپس در مدرسه پسرانه فرنکلین منهتن برای ادامه تحصیل اسم نوشت. جالب اینکه هنر جزو هیچ‌کدام از درس‌های دبیرستانی وی نبود. او در ابتدا هنر و طراحی را به صورت تفریحی شروع کرد. او از طرفداران موسیقی جاز (Jazz) بود و مرتباً به کنسرتهای این سبک در آپولو تئاتر هارلم می‌رفت و اکثراً نقاشی‌هایی از این هنرمندان در حال نواختن موسیقی می‌کشید. وی پس از تحصیل در فرنکلین در دورهای تابستانی هنر در باشگاه هنرجویان نیویورک اسم نوشت. لیکتنستاین از نیویورک به اوهایو رفت تا در دانشگاه ایالتی آنجا که مجهز به استودیو بود و مدرک در رشته هنرهای زیبا ارائه می‌کرد نام‌نویسی کند. تحصیلات وی وقفه‌ای به مدت ۳ سال از ۱۹۴۳ تا ۱۹۴۶ و به علت حضور در جنگ جهانی ۲ داشت. سپس او به اوهایو برگشت تا تحصیلاتش را تحت نظارت استاد «هویت ل شرمن» ادامه دهد. گفته می‌شود که کارهای لیکتنستاین به شدت از استاد شرمن الهام گرفته‌اند. (حتی لیکتنستاین بعدها یکی از استودیوهایش را به نام «هویت ل شرمن» نام‌گذاری کرد)

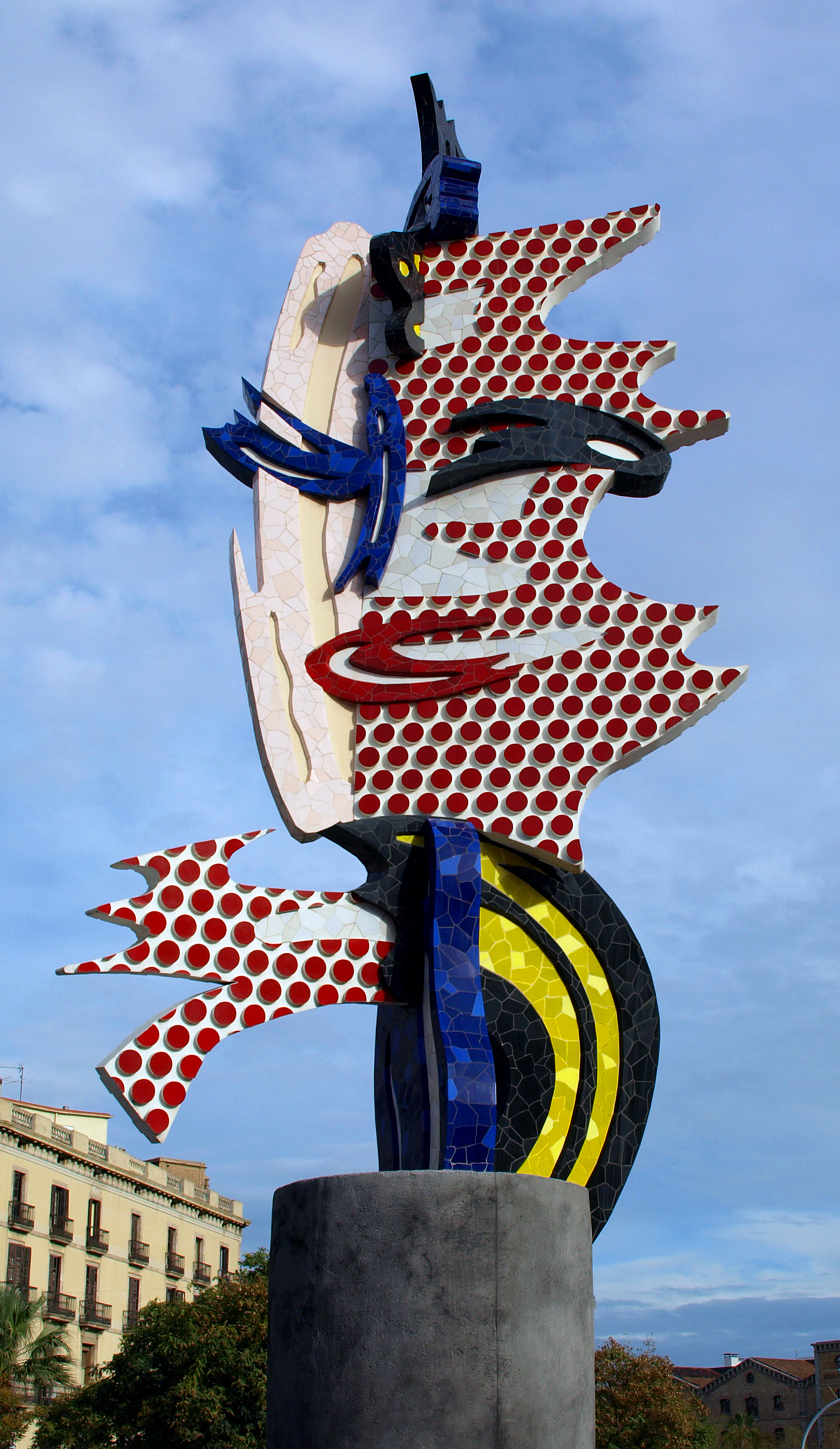
مجسمه طراحی شده در سال ۱۹۹۲ برای المپیک بارسلون

لیکتنستاین سپس وارد دوره فوق لیسانس دانشگاه اوهایو شد. او بعدها به‌طور ناپیوسته به عنوان استاد هنر در این دانشگاه به مدت ۱۰ سال تدریس کرد. در سال ۱۹۴۹ وی موفق به کسب مدرک فوق لیسانس رشته هنرهای زیبا شد و در همان سال با ایزابل ویلسون ازدواج کرد (طلاق در سال ۱۹۶۵).
در سال ۱۹۵۱ لیکتنستاین اولین نمایشگاه منفرد خود را در گالری کارلباخ نیویورک اجرا کرد. در همان سال وی به کلیولند رفت و در آنجا حدود ۶ سال ماند. در طی این ۶ سال به حرفه نقشه‌کشی و دکوراتوری ویترین در حین ادامه حرفه نقاشی خود مشغول بود. در این مدت بیشتر روی سبک‌های کوبیسم و اکسپرسیونیسم کار می‌کرد. در سال ۱۹۵۴ اولین فرزند او که یک پسر بود به دنیا آمد و در سال ۱۹۵۶ دومین فرزند پسر او به دنیا آمد. در سال ۱۹۵۷ به نیویورک بازگشت و حرفه تدریس را از سر گرفت. در این سال بود که او به سبک اکسپرسیونیسم انتزاعی در کارهایش روی آورد.

## مشهور شدن لیکتنستاین
در سال ۱۹۵۸ لیکتنستاین آغاز به تدریس در دانشگاه ایالتی نیویورک در «اوسویگو» کرد.
در سال ۱۹۶۰ مشغول به تدریس در دانشگاه راتگرز شد و همان‌جا بود که کارهای او تأثیر عمیقی از «آلن کاپرو» (از دیگر استادان این دانشگاه) گرفتند. در جو این دانشگاه بود که علاقه وی به طراحی پاپ گونه رشد چشمگیری کرد. در سال ۱۹۶۱ لیکتنستاین اولین نقاشی‌های پاپ خود را با استفاده از تصاویر کارتونی و تکنیک‌های چاپ تبلیغاتی ارائه کرد.

## آوازه
در همین زمان بود که لیکتنستاین نه تنها در آمریکا بلکه در سراسر دنیا شناخته شد. او به نیویورک قلب هنر بازگشت و در سال ۱۹۶۴ از دانشگاه راتگرز استعفا داد تا منحصراً به حرفه نقاشی بپردازد.

## شیوه کار
آثار لیکتنستاین شبیه پرینت هستند، اما در واقع نقاشی شده‌اند. لیکتنستاین یک صحنه یا موقعیت از یک کتاب مصور را برجسته می‌کند و آن را می‌کشد و سعی دارد به شکل جدیدی از اکسپرسیونیسم برسد که خود آن را «اکسپرسیونیسم انتزاعی» می‌خواند. در واقع لیکتنستاین - به عنوان نمونه‌ای از هنرمند پاپ آرت- سعی دارد «هنر سطح پائین» را با «هنر سطح بالا» ترکیب کند و هنر جدیدی خلق کند که - فارغ از خوبی یا بدی- در حرکت هنر قرن بیستم تأثیرگذار بوده‌است.
استفاده از کتاب‌های مصور و تولیدات انبوه کارخانه‌ای تنها توجه لیکتنستاین نبودند، بلکه او حتی به نقاشی مجدد برخی از معروف‌ترین تابلوهای پابلو پیکاسو و هنری ماتیس هم پرداخت و شکل تازه‌ای از آن‌ها را خلق کرد.